# Eloísa está debajo de un almendro
Eloísa está debajo de un almendro és una obra de teatre, escrita per Enrique Jardiel Poncela i estrenada al teatre de la Comedia de Madrid, el 24 de maig de 1940.

## Sinopsi
L'obra conta les peripècies de Fernando i la seva promesa, Mariana, així com de les seves respectives i una miqueta eixelebrades famílies, en veure's embolicats en el misteri de la desaparició, anys enrere, d'Eloísa, una dona que tenia una sospitosa semblança física amb Mariana.

### Pròleg
En el pròleg es fa una introducció a l'obra, al caràcter dels personatges i a les diferències que hi ha entre el poble i la gent rica.
Apareix una sèrie d'espectadors en un cinema de barri, en espera que comenci la sessió, i dues senyores que són curioses pel públic perquè per allí no es veu a gent vestida d'aquesta grandesa. Aquestes dues resulten ser la tia (Clotilde) i la seva neboda (Mariana,) de la família dels Briones, que venen d'un concert fugint, per part de Mariana, de Fernando, el seu promès. Ell és un noi misteriós que oculta una cosa sospitosa, cosa que embogeix Mariana. Al llarg del pròleg Fernando camina darrere de Mariana per a portar-la a la seva finca i aquesta fuig d'ell per no comportar-se, a vegades, com el noi misteriós que a ella li agrada.

### Acte primer
Es desenvolupa a la casa dels Briones, on Fermín està ensenyant les seves obligacions a Leoncio, el nou criat de la família.
Edgardo, que porta vint i un anys ficat al llit en el llit sense aixecar-se per res a causa d'un problema (un desengany amorós per part de Clotilde), emprèn un viatge, en llit, a Sant Sebastià amb l'ajuda del seu criat Fermín, i el substitut Leoncio. Micaela, germana d'Edgardo, està obstinada que aquesta nit vindran lladres a la casa, per la qual cosa munta guàrdia amb els seus dos gossos, Caín i Abel. Fernando, que havia seguit Mariana durant la seva última escapada, intenta convèncer-la, amb èxit, que se'n vagi amb ell a la seva finca. Mentrestant Clotilde està xerrant amb Ezequiel, l'oncle de Fernando, en el saló quan per casualitat troba un quadern on Ezequiel confessa que assassina gats, als quals Clotilde pren per dones. Molt alarmada, ordena als criats que no deixin sortir Mariana de la casa, però ja és massa tarda i Clotilde la buscarà.

### Acte segon
Es desenvolupa a la casa dels Ojeda. Fernando arriba amb Mariana als braços, endormiscada, i la deixa en un sofà fins que es desperta. Comencen a parlar sobre la mort del pare i de la mare de Fernando i aquest li mostra un vestit a Mariana, al qual li falta una màniga i el chal, que està escoltant amb intensitat i sorpresa. De tant en tant s'obre, silenciosament, la porta d'un armari que Mariana observa detingudament, però sempre tanca tan de pressa que Fernando no té temps de veure res. Llavors Mariana comença a sospitar de Fernando i pregunta al criat Dimas si, en la paret, hi havia abans un armari de rebost perquè ella ha reconegut la casa des del primer moment en què va entrar. Comencen a investigar i, en efecte, allí hi havia un armari de rebost tapat pel paper de paret en la qual hi havia una màniga del vestit i el seu chal que li havia mostrat Fernando, unes sabates i un ganivet tacats de sang. En això arriben la seva tia Clotilde i Fermín. Clotilde i Mariana comencen a parlar sobre el que ocorre a la casa i acorden que Mariana es vesteixi amb el vestit que li havia donat Fernando, la màniga que faltava i les sabates i així veurien com reaccionava Fernando. Quan Mariana es queda sola, la seva germana Julia que porta tres anys desapareguda surt de l'armari. Mariana veu a Julia, que li conta que està casada amb un policia (Luisote Perrea) que resideix a la casa. Per això i per a resoldre el cas Mariana mana a Leoncio, el nou criat, al fet que porti els gossos de Micaela. Aquesta porta amb si als gossos i a Micaela i Edgardo. Abans de posar-se a investigar, quan estan tots reunits en el saló baixa Mariana amb el vestit posat, per la qual cosa tots es queden molt sorpresos i Micaela comença a cridar el nom de la mare de Julia i Mariana, Eloisa. Ella era la que havia matat a Eloisa. Edgardo va ocultar el cadàver enterrant-lo al jardí dels Ojeda sota els ametllers. Micaela serà enviada a un manicomi per la seva situació mental. Els gossos i els gats s'havien embolicat a mossegades i urpades, amb el que Clotilde s'adona que Ezequiel no mata dones sinó gats, i el crida "pelagatos".

## Personatges

### Personatges 1
Els personatges d' Eloísa está debajo de un almendro són els següents : 
- Fernando Ojeda (promès de Mariana).
- Mariana Briones (Filla d'Edgardo i Eloísa, germana de Julia, promesa de Fernando i neboda de Clotilde i Micaela).
- Clotilde (Tia de Mariana i Julia i germana de Eloísa).
- Micaela Briones (Tia de Mariana i Julia, germana d'Edgardo).
- Leoncio (nou criat dels Briones).
- Fermín (anterior criat dels Briones que després és contractat per Fernando Ojeda).
- Ezequiel Ojeda (Oncle de Fernando).
- Edgardo Briones (Pare de Mariana i Julia, germà de Micaela i vidu de Eloísa).
- Julia Briones (Filla d'Edgardo i Eloísa, germana de Mariana, esposa de Luis i neboda de Clotilde i Micaela).
- Dimas/Luis Perea (marit de Julia, que es feia passar pel criat de Fernando).
- Dimas(majordom d'Ezequiel)
- Práxedes (criada de Micaela).

### Personatges 2
- Espectadors 1,2 i 3
- Nuvi
- Núvia
- Joves 1 i 2
- Marit
- Acomodador
- Adormit

## Representacions destacades

### Teatre
- El 1940 al Teatre de la Comedia de Madrid. Amb Elvira Noriega, Guadalupe Muñoz Sampedro (substituïda més endavant per María Luisa Moneró), Mariano Azaña, José Orjas, Carlos Lemos, Fernando Fernán Gómez i María Asquerino.

- El 1961, al Teatro María Guerrero de Madrid, sota la direcció de José Luis Alonso. Amb Antonio Ferrandis, José Bódalo, Amelia de la Torre, Manolo Gómez Bur, Alfredo Landa, Manuel Tejada, Paloma Valdés, Olga Peiró, Laly Soldevila, Rosario García Ortega i Margarita Calahorra.
- El 1963, al Teatro Reina Victoria de Madrid, amb direcció de Cecilio de Valcárcel i interpretada per Ricardo Hurtado, Alfonso del Real i Conchita Núñez.

- El 1984, al Teatro María Guerrero de Madrid, sota la direcció de José Carlos Plaza. Amb Ángel Picazo, Mary Carmen Prendes, Rafael Alonso, Enriqueta Carballeira, José Luis Pellicena, José Pedro Carrión, Pilar Bayona i Antonio Valero.[1]

- El 1991, al Centro Cultural de la Villa de Madrid, sota la direcció de José Osuna, amb decorats de Rafael Redondo i interpretada per María Kosty, Pilar Bardem, Juan Meseguer, Teófilo Calle, Fernando Delgado, Avelino Cánovas, Paco Racionero i Mónica Bardem.[2]

- El 2001, al Teatro Español de Madrid, sota la direcció de Mara Recatero. Amb Juan Carlos Naya, Abigail Tomey, Ramiro Oliveros, Ana María Vidal, Antonio Medina, José Carabias i Licia Calderón.[3]

- El 2016-2017, gira a Espanya del muntatge dirigit per Mariano de Paco Serrano amb interpretació d'Ana Azorín, Carmela Lloret, Pedro G. de las Heras, Fernando Huesca, David Bueno, Mario Martín, Cristina Gallego, Soledad Mallol, Jorge Machín i Carlos Seguí.[4]

### Cinema
- Eloísa está debajo de un almendro (pel·lícula). 1943. Intèrprets: Amparo Rivelles, Rafael Durán, Guadalupe Muñoz Sampedro, Juan Espantaleón.[5]

### Televisió
- 8 d'abril de 1964 a l'espai de TVE Primera fila. Intèrprets: Valeriano Andrés, Juan Diego, Manolo Gómez Bur, Sancho Gracia, Alfredo Landa, Carlos Larrañaga, María Luisa Merlo, José Luis Ozores, Blanca Sendino, Laly Soldevila, Luchy Soto, Jesús Enguita.

- 26 de gener de 1973 a l'espai de TVE Estudio 1. Intèrprets: Manuel Alexandre, Mercedes Alonso, Tote García Ortega, Antonio Garisa, Guillermo Marín, Amelia de la Torre, Carlos Ballesteros, Manuel Torremocha.